# Дмитриев, Арсений Александрович
Арсе́ний Алекса́ндрович Дми́триев (род. 18 июля 2007, Новосибирск) — российский футболист, нападающий клуба «Акрон».

## Клубная карьера
Родился в Новосибирске.
Воспитанник академии клуба «Новосибирск». 12 декабря 2021 года перешёл в «Акрон — Академию футбола Юрия Коноплёва» (ранее Академия футбола им. Юрия Коноплёва).
В январе 2024 года был переведен в «Акрон-2». 13 апреля 2024 года в матче Второй лиги (дивизион «Б») против кировского «Динамо» дебютировал в профессиональном футболе.
6 июля 2024 года подписал профессиональный контракт с основной командой «Акрона». 20 июля 2024 года сыграл дебютный матч в чемпионате России против московского «Локомотива».

## Карьера в сборной
В октябре 2024 года был вызван в сборную России (до 18 лет). 9 октября 2024 года в матче против юношеской сборной Египта дебютировал в её составе.

## Статистика выступлений
| Выступление      | Выступление       | Выступление      | Лига | Лига | Кубки | Кубки | Итого | Итого |
| Клуб             | Лига              | Сезон            | Игры | Голы | Игры  | Голы  | Игры  | Голы  |
| ---------------- | ----------------- | ---------------- | ---- | ---- | ----- | ----- | ----- | ----- |
| Акрон            | РПЛ               | 2024/25          | 5    | 0    | 4     | 1     | 9     | 1     |
| Акрон            | РПЛ               | 2025/26          | 3    | 0    | 2     | 0     | 5     | 0     |
| Акрон            | Итого             | Итого            | 8    | 0    | 6     | 1     | 14    | 1     |
| → Акрон-2        | Вторая лига («Б») | 2024             | 13   | 1    | —     | —     | 13    | 1     |
| → Акрон-2        | Вторая лига («Б») | 2025             | 4    | 1    | —     | —     | 4     | 1     |
| → Акрон-2        | Итого             | Итого            | 17   | 2    | —     | —     | 17    | 2     |
| Всего за карьеру | Всего за карьеру  | Всего за карьеру | 25   | 2    | 6     | 1     | 31    | 3     |